# 澎湖縣立西嶼國民中學
澎湖縣立西嶼國民中學，簡稱西嶼國中，是一所位於台灣澎湖縣西嶼鄉的縣立國民中學，也是澎湖縣最早的國中之一。西嶼國中創立於民國三十五年（1946年），是西嶼鄉第一所，也是唯一一所國中，首任校長為顏榮華。
西嶼國中在民國三十八年（1949年）時曾一度併入省立馬公中學（今國立馬公高級中學），直到民國五十七年（1968年）才恢復獨立設校。同年9月，台灣開始實施九年國民義務教育，西嶼國中才將校名從最初的「澎湖縣立西嶼初級中學」改為現名「澎湖縣立西嶼國民中學」。

## 歷任校長
| 第一任 | 顏榮華 | 1945年4月－1946年3月  |
| 第二任 | 徐東齊 | 1946年4月－1967年12月 |
| 第三任 | 柯松濤 | 1968年1月－1975年4月  |
| 第四任 | 梁宗禮 | 1975年4月－1979年4月  |
| 第五任 | 陳耀明 | 1979年4月－1986年2月  |
| 第六任 | 林亨華 | 1986年2月－1990年2月  |
| 第七任 | 徐銘哲 | 1990年2月－1992年3月  |
| 第八任 | 鄭添籠 | 1992年3月－2006年2月  |
| 代理   | 黃如禮 | 2006年2月－2006年8月  |
| 第九任 | 夏才能 | 2006年8月－2011年8月  |
| 第十任 | 林清茶 | 2011年8月-            |

## 外部連結
- 澎湖縣立西嶼國民中學 （页面存档备份，存于）（繁體中文）